# Лоткова Марія Федорівна
Марія Федорівна Лоткова (? — не пізніше 2008) — радянська діячка сільського господарства. Ланкова бурякорадгоспу «Федорівський» у Великобурлуцькому районі Харківської області. Героїня Соціалістичної Праці.

## Життєпис
Марія Лоткова працювала у бурякорадгоспі «Федорівський», головна садиба якого знаходилася у селищі Федорівка. На 1947 рік була ланковою, того ж року бурякорадгосп зібрав велику кількість зернових культур, ланка Лоткової зібрала понад 35,7 центнера озимої пшениці з гектара на загальній площі у 8 гектарів.
За «отримання високих урожаїв пшениці, жита та цукрового буряка при виконанні радгоспами плану здачі державі сільськогосподарських продуктів у 1947 році та забезпечення насінням зернових культур для весняної сівби 1948 року», Президія Верховної ради СРСР указом від 30 квітня 1948 року надала Марії Лотковій звання Героя Соціалістичної Праці з врученням ордена Леніна та медалі «Серп і Молот». Окрім неї, звання героя отримали ще дев'ять робітників бурякорадгоспу, ланкові: Олександра Січкарьова, Марія Чернецька, Євдокія Шевченко, Катерина Шибанова, а також директор Федір Фельберт, бригадир польової бригади Прокопій Коленько та старший механік Трохим Скринник.
Марія Лоткова померла не пізніше 2008 року.
У наказі про присвоєння звання Героя Соціалістичної Праці зазначена Марія Федорівна Лоткова, таке ж ім'я вказане в енциклопедичному виданні «Історія міст і сіл Української РСР», однак в краєзнавчих працях А. П. Диканя та Клавдії Оковитої її називають Марією Федотівною Лобановою.

## Нагороди
- Герой Соціалістичної Праці (30.04.1948)
- орден Леніна (30.04.1948)
- медаль «Серп і Молот» (30.04.1948)